# Fiorentina–Pistoiese (1954)
Fiorentina x Pistoiese foi uma partida amistosa de futebol ocorrida em 27 de outubro de 1954, no Estádio Artemio Franchi, em Florença, que entrou para a história por ter sido suspensa, logo no início do segundo tempo (a Fiorentina vencia por 6 a 2), por uma passagem de  OVNIs. Como pelo menos 10 mil torcedores ocupavam as cadeiras do estádio para acompanhar a partida, trata-se, portanto, de um dos maiores avistamentos de ovnis da história. 

## O Caso
Este caso tornou-se famoso da ufologia na Itália, e ficou conhecido por Avistamento de OVNIs em Florença. Já observados nos arredores da Catedral de Santa Maria del Fiore, os objetos passaram a sobrevoar o campo por alguns minutos. Meia hora depois, fios de um material pegajoso caíram do céu. Um fenômeno comum para os ufólogos, a substância é chamada de “cabelo de anjo”.  [ligação inativa]
Na ocasião, tanto jogadores como torcedores pararam tudo e voltaram suas cabeças para o céu, na tentativa de entender o que estava acontecendo. Todo o estádio lotado subitamente ficou em silêncio, para em seguida ser tomado por murmúrios de espanto. Ninguém conseguiu explicar o que eram os objetos que voavam sobre o estádio naquela tarde de outono de um céu azul límpido. Segundo os relatos, foram três aparições seguidas dos objetos misteriosos. Na primeira, estavam equipados com asas; logo depois, eram como chapéus chineses; e, na última, lembravam o formato mais clássico de discos voadores, brilhando nos céus e fazendo manobras em alta velocidade.[ligação inativa]
O árbitro da partida relatou na súmula que “a partida teve que ser suspenso porque os espectadores viram algo no céu”.
Ardico Magnini, zagueiro da Fiorentina e da Seleção italiana na ocasião, fez o seguinte relato, anos depois: “Lembro-me de tudo, de A a Z”, diz ele. Era algo que parecia um ovo se movendo devagar, devagar, devagar. Todo mundo estava olhando para cima e havia algo brilhante no céu, prateado e brilhante. "Ficamos impressionados, nunca tínhamos visto nada parecido no céu. Ficamos chocados.”. 

## Explicações
À época, os jornais descreveram a presença de UFOs de diferentes formas: charutos cubanos, gotas de água, ovos,  mas também com um chapéu chinês.
Uma explicação estranha, alegadamente científica, deste fenômeno veio muitos anos depois: cientistas atribuíram o fenômeno à migração de aranhas no hemisfério norte e que as teias interligadas brilharam no céu por causa do reflexo do Sol. Eles chegaram a essa conclusão, pois a data, outubro, coincide com sua época de migração no hemisfério norte. Porém, análises de laboratório que colheram a substância à época não encontraram os elementos que formam a teia dos aracnídeos, já que esta é composta de proteínas e outros elementos orgânicos, bem diferente do que as análises revelaram. Alguns fios de "cabelos de anjo" foram analisados pelo professor Danilo Cozzi, do Instituto de Análises Químicas da Universidade de Florença. A substância era um material fibroso,  altamente resistente à tensão e à torção. Uma vez sujeito à acção do calor, o material escurecia e evaporava, deixando sedimentos transparentes. O sedimento continha boro, silício e magnésio. 
Segundo o Comitê Italiano de Controle das Afirmações sobre Pseudociência, os objetos eram aviões militares em exercício. [ligação inativa] Contudo, os relatos das testemunhas apontam para a ausência de asas ou lemes.
Desta forma, sem provas conclusivas, o mistério dos óvnis que obrigaram a suspensão desta partida de futebol, permanece até os dias de hoje.   [ligação inativa]
Os torcedores mais fanáticos da Fiorentina, porém, garantem que os extraterrestres quiseram ser testemunhas daquele esquadrão (equipa) que, na temporada seguinte, conquistaria pela primeira vez o Campeonato Italiano.